# Martin Sladký
Martin Sladký (* 1. března 1992 Domažlice) je český fotbalový trenér a bývalý profesionální fotbalista, nastupující na pozici krajního pravého obránce, naposledy hrající za SK Dynamo České Budějovice. Zde se 12. května 2024 stal trenérem B-týmu. Je také bývalým mládežnickým reprezentantem.

## Klubová kariéra
Svoji fotbalovou kariéru začal v klubu TJ Jiskra Domažlice, odkud v průběhu mládeže zamířil do Viktorii Plzeň. V roce 2010 se propracoval do prvního mužstva. V ročníku 2010/11 odehrál za klub dva zápasy a podílel se částečně na zisku mistrovského titulu. V lednu 2012 odešel na hostování do mužstva FC MAS Táborsko. Před sezonou 2012/13 se vrátil do Plzně, odkud po půl roce zamířil hostovat zpět do MASu. V létě 2014 byl na testech v prvoligovém týmu FC Vysočina Jihlava, kde neuspěl a přestoupil do Táborska. S týmem podepsal kontrakt na dva roky s následnou opcí. Před sezonou 2016/17 Táborsko uplatnilo na hráče předkupní právo. V červenci 2016 přestoupil do klubu SK Sigma Olomouc. Do Sigmy přišel výměnou za Lukáše Kalvacha, který odešel do Táborska na hostování. V Sigmě patřil mezi opory kádru a odehrál více než 100 zápasů, až v roce 2021 přestoupil do Dynama České Budějovice, které ho v roce 2022 uvolnilo na hostování do Mladé Boleslavi. Do Dynama se opět vrátil a hrál za něj až do června 2024, když zde ukončil kariéru a stal se trenérem B-týmu Dynama.

## Trenérská kariéra

### SK Dynamo České Budějovice B
Dne 12. května 2024 se po konci hráčské kariéry stal trenérem B-týmu Dynama. V pozici nahradil Dušana Žmolíka, který odešel trénovat B-tým Pardubic.

## Reprezentační kariéra
Martin Sladký je bývalým mládežnickým reprezentantem České republiky. Nastupoval za výběr do 17, 18 a 19 let.